# 國際冰海巡邏隊

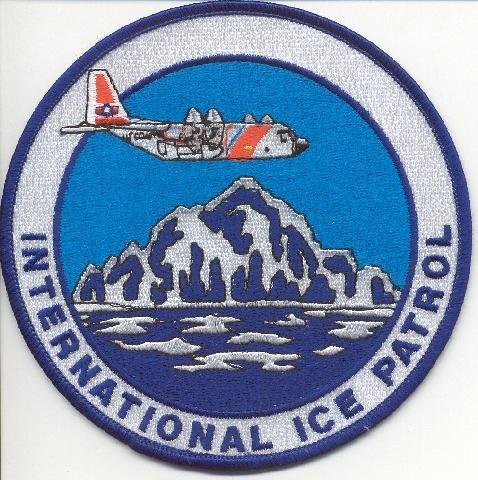
國際冰海巡邏隊臂章。

國際冰海巡邏隊（英語：International Ice Patrol，IIP）是一個由美國海岸警衛隊運作的交通安全計畫，任務是監測大西洋和北冰洋的海冰，消除冰山碰撞風險，保護北大西洋的航行安全，並向航海界通報冰情。國際冰海巡邏隊於1914年建立，建立目的是防止類似鐵達尼號沉沒的事件再次發生。

## 歷史
海冰在很久以前就經常威脅到在北大西洋航行的船隻，尤其紐芬蘭大淺灘附近傷亡特別慘重，例如1833年因冰山沈沒的湖中女神號導致215人罹難。1882年至1890年間，冰山造成14艘船沉沒，40艘船嚴重受損，這還不包括因浮冰損壞的捕鯨船和漁船。而1912年4月15日的鐵達尼號沉沒在大西洋兩岸引起足夠的輿論反應，促使各國政府採取行動。
鐵達尼號沉沒後，美國海軍於1912年下半年派出切斯特號偵查巡洋艦和伯明翰號偵查巡洋艦在紐芬蘭大淺灘海域巡邏。1913年，由於海軍船隻不足，巡邏任務改由美國海關緝私局負責，派出塞內卡號巡邏艦和坦帕號巡邏艦監視冰山。
1913年11月12日在倫敦召開第一屆海上人命安全國際會議，針對浮冰區巡邏進行了深入討論。1914年1月30日，各海洋大國的代表簽署公約，成立專責冰山破壞、偵察、巡邏的船艦服務。由於有前兩年的經驗，美國政府被邀請負責管理這項計畫，費用由對跨大西洋航行感興趣的13個國家支付。
1946年2月6日，國際冰海巡邏隊派出一架PBY-5A水上飛機進行第一次空中偵察，同月24日，兩架PB4Y-1巡邏機開始駐紮在紐芬蘭專門執行巡邏任務，1947年改用PB-1G巡邏機。1959年，R5D取代PB-1G巡邏機，1963年開始改用HC-130運輸機至今。

## 任務
- 使命：監測北大西洋的冰山危險，為海事界提供相關的冰山預警產品。
- 願景：消除冰山碰撞的風險。
- 核心目的：在存在冰山碰撞危險時促進西北大西洋的安全航行。

冰海巡邏從成立之初到第二次世界大戰前，主要由兩艘巡邏艦輪流在北極冰層南部邊界監視海冰，1931年再增加一艘船。第二次世界大戰後，空中監視成為冰海巡邏的主要方法，除了出現異常嚴重的冰情或能見度降低外，基本上不再進行海上監視。目前一個偵查分隊通常由一架HC-130運輸機組成，共11名機組員和4名冰情偵察員，在冰季期間，每隔一周進行五天的偵察飛行，每天飛行五到七小時，國際冰海巡邏隊目前也在積極發展衛星偵察能力。

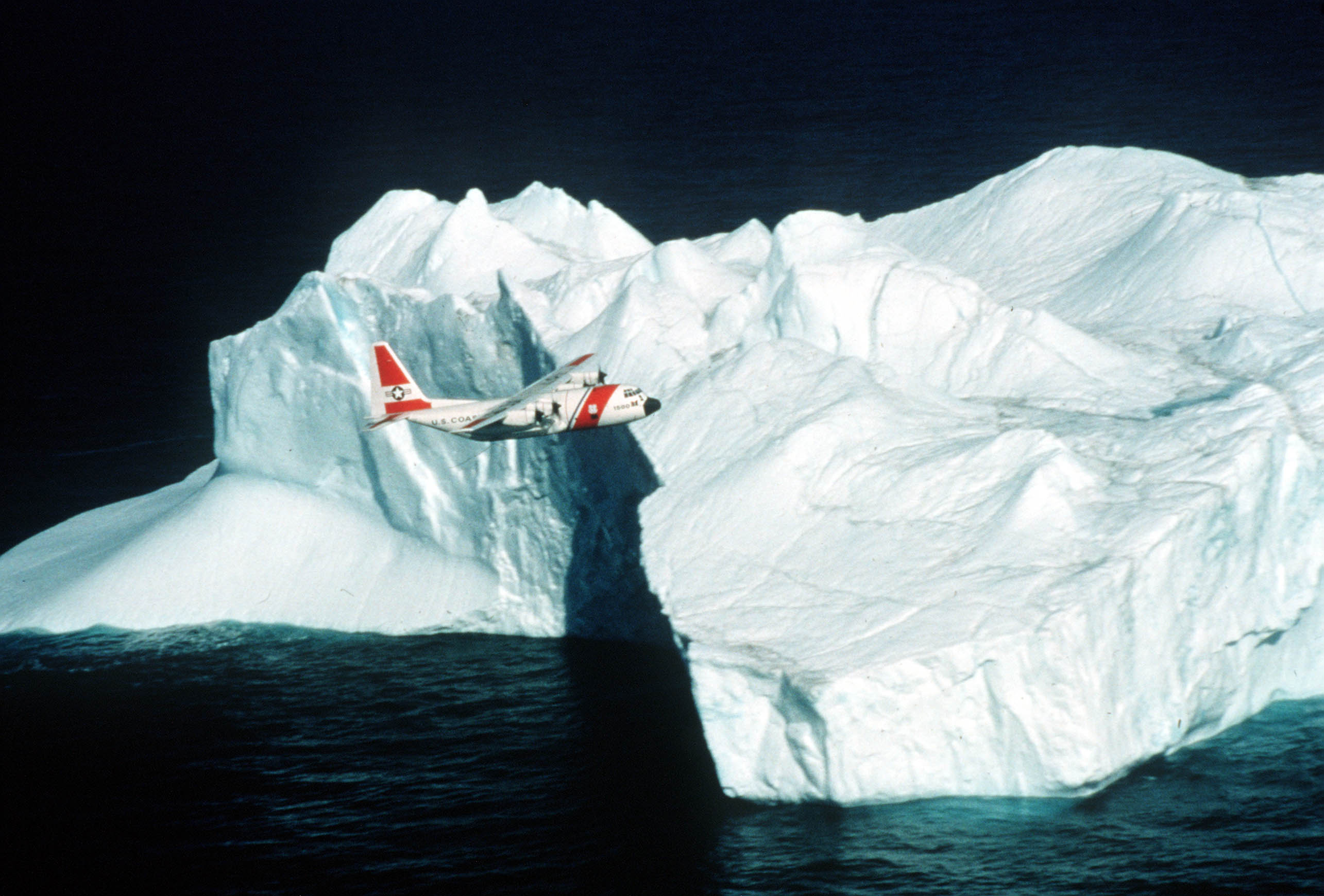
1999年，HC-130運輸機在北冰洋巡邏。

所有的浮冰數據會連同洋流和季風數據一起被輸入到電腦模型中，模型可以預測冰山的漂移，所有結果會透過國際海事衛星組織的電臺廣播和無線電傳真通報，也可以利用網際網路得知。另外每年4月15日，國際冰海巡邏隊都會在鐵達尼號失事地點用船隻或飛機敬獻花圈。

## 參與國
最初有13個國家簽署1914年《海上人命安全公約》，這些國家同意按照接近於各國收益程度的公式分攤成本。隨著航運模式的變化和更多國家加入條約，這種共同負擔支出的制度已經更新，目前財政事務由美國國務院統籌，成本分攤是由每個參與國在冰季期間通過巡邏區的總貨物噸位的百分比來計算。
截至2007年，參與國際冰海巡邏的17個國家包括：
- 加拿大
- 丹麦
- 芬兰
- 法國
- 德国
- 希腊
- 義大利
- 日本
- 荷蘭
- 挪威
- 巴拿马
- 波蘭
- 西班牙
- 瑞典
- 英国
- 美国